# MachTen
MachTen（マーク・テン）とは、Tenon社が開発するBSD系UNIXのひとつ。ほかのオペレーティングシステム (OS) とは異なり、Macintosh上で、Macのアプリケーションのひとつとして動作するのが特徴。4.4 BSDのアプリケーションとMacのアプリケーションとを同時起動でき、MachTen用にハードディスクのパーティションを切る必要もない。ただ、Mac OS XがOPENSTEPを会社ごと買収・採用した結果BSD系UNIXとなっているので、現在は開発を停止している。